# 3ª Armata corazzata delle guardie
La 3ª Armata corazzata delle guardie (in russo: 3-я гвардейская танковая армия) era una formazione dell'Armata Rossa che partecipò con grande distinzione a numerose grandi battaglie durante la campagna sul fronte orientale della seconda guerra mondiale. Costituita da due corpi carri e un corpo meccanizzato, era totalmente mobile e disponeva di un numero di mezzi corazzati variabile tra i 600 e gli 800. Famosa e temuta per la sua capacità di effettuare avanzate a grande profondità, terminò la guerra entrando vittoriosamente a Berlino e a Praga.

## Storia
Guidata per quasi tutto il periodo della guerra dall'energico e combattivo generale Pavel Rybalko, l'armata corazzata dimostrò notevole abilità nella conduzione di vaste manovre con mezzi corazzati e venne sempre ritenuta tra le formazioni mobili più efficienti e pericolose dell'Armata Rossa. Famosa per le sue avanzate a sorpresa su grandi distanze, ebbe un ruolo importantissimo in quasi tutte le grandi vittorie sovietiche della seconda parte del conflitto mondiale.
L'armata corazzata venne costituita nel maggio 1942 con la denominazione "3ª Armata carri" al comando del generale Prokofij Romanenko nel quadro dell'affrettato programma di ricostruzione delle forze corazzate dell'Armata Rossa dopo i disastri dell'operazione Barbarossa. Le prime operazioni tuttavia non diedero risultati soddisfacenti e si conclusero con costosi fallimenti; l'armata nel settembre 1942 passò al comando del generale Pavel Rybalko che riorganizzò e addestrò i reparti meccanizzati, organizzati nel 12º Corpo corazzato e nel 15º Corpo corazzato. La 3ª Armata carri diede prova per la prima volta del suo spirito offensiva e della determinazione di ufficiali e soldati nella lunga campagna d'inverno del 1942-43. Dopo le brillanti vittorie dell'offensiva Ostrogožsk-Rossoš', contro italiani e ungheresi, e dell'operazione Stella contro le Waffen-SS, durante la quale riconquistò per la prima volta Char'kov, l'armata del generale Rybalko venne però contrattaccata e quasi distrutta nella successiva terza battaglia di Char'kov.

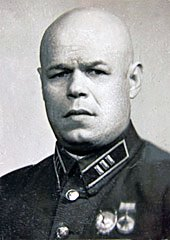
Il generale Pavel Rybalko, comandante della 3ª Armata corazzata delle guardie dal settembre 1942 alla fine della seconda guerra mondiale.

La 3ª Armata corazzata dovette quindi essere ritirata dalla prima linea e riquipaggiata; nell'estate 1943 rientrò in azione durante l'operazione Kutuzov successiva alla battaglia di Kursk; di nuovo le formazioni corazzate subirono dure perdite in una serie di attacchi frontali ma le operazioni terminarono con la vittoria finale sovietica e l'armata ricevette il 26 luglio 1943 il titolo onorifico di unità "delle guardie". Con le successive campagne dell'autunno 1943 ebbe inizio il periodo dei maggiori successi della 3ª Armata corazzata delle guardie, i cui carri armati liberarono, dopo una estenuante serie di battaglie tra mezzi corazzati, Kiev e Žytomyr e parteciparono nell'inverno 1943-44, alla riconquista dell'Ucraina occidentale.
Nel periodo delle grandi offensive dell'Armata Rossa, la 3ª Armata corazzata delle guardie, alle dipendenze prevalentemente del 1º Fronte Ucraino del maresciallo Ivan Konev, contribuì in modo decisivo alle vittorie dell'offensiva Leopoli-Sandomierz e dell'operazione Vistola-Oder. In occasione della liberazione di Leopoli nel luglio 1944, i carri armati dell'armata attaccarono contemporaneamente da ovest verso est per assaltare la città da dietro dopo averla aggirata a settentrione, e da est verso ovest per avanzare verso la Vistola dove a Sandomierz avrebbero costituito una prima, preziosa testa di ponte. L'armata totalmente meccanizzata del generale Rybalko disponeva di eccellente mobilità e di grande potenza d'urto, riuscendo a penetrare nelle lontane retrovie tedesche ed essendo in grado di resistere anche isolata ai contrattacchi nemici. La 3ª Armata corazzata delle guardie fu in prima linea anche nella decisiva battaglia di Berlino e raggiunse per prima i quartieri sud-occidentali della città contribuendo alla vittoria finale, prima di ripartire ancora una volta in direzione di Praga negli ultimi giorni della guerra.
Al comando del generale Rybalko e con formazioni guidate da una serie di comandanti abili e audaci, come il generale Ivan I. Jakubovskij e i colonnelli Zakhar Slyusarenko, David Dragunskij, Vasilij Archipov, la 3ª Armata corazzata delle guardie, fece parte a pieno titolo delle sei armate carri dell'Armata Rossa che svolsero un ruolo decisivo nella vittoria dell'Unione Sovietica, e al termine della guerra venne considerata la più famosa e temuta grande unità corazzata sovietica.
Dopo la seconda guerra mondiale, assunse la nuova denominazione di 3ª Armata meccanizzata delle guardie e rimase in Germania nell'ordine di battaglia del Gruppo di forze sovietiche in Germania fino al 1957 quando venne ritirata in Unione Sovietica dove venne infine disattivata nel 1969.

## Ordine di battaglia nel 1945[3]
- Quartier generale
- 6º Corpo corazzato delle guardie
- 7º Corpo corazzato delle guardie
- 9º Corpo meccanizzato
  -  16ª Brigata cannoni semoventi
  -  57º Reggimento carri pesanti delle guardie
  - 90º Reggimento del genio (meccanizzato)
  - 50º Reggimento motociclisti
  - 29º Reggimento autoblindo